# Abborrträsket (Gällivare socken, Lappland, 745111-169611)
Abborrträsket är en sjö i Gällivare kommun i Lappland och ingår i Kalixälvens huvudavrinningsområde. Sjön har en area på 0,549 kvadratkilometer och ligger 427,9 meter över havet.

## Delavrinningsområde
Abborrträsket ingår i det delavrinningsområde (745005-169683) som SMHI kallar för Utloppet av Abborrträsket. Medelhöjden är 444 meter över havet och ytan är 6,06 kvadratkilometer. Det finns inga avrinningsområden uppströms utan avrinningsområdet är högsta punkten. Vattendraget som avvattnar avrinningsområdet har biflödesordning 4, vilket innebär att vattnet flödar genom totalt 4 vattendrag innan det når havet efter 251 kilometer. Avrinningsområdet består mestadels av skog (50 procent) och sankmarker (34 procent). Avrinningsområdet har 0,55 kvadratkilometer vattenytor vilket ger det en sjöprocent på 9,1 procent.